# Norihiko Hibino

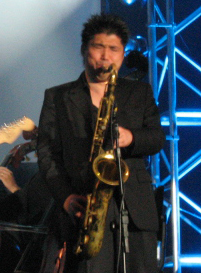
Norihiko Hibino

Norihiko Hibino (Japans: 日比野 則彦, Hibino Norihiko) (Osaka, 3 september 1973) is een Japans componist, saxofonist en arrangeur die vooral muziek schrijft voor computerspellen. Hij is vooral bekend geworden door zijn muziek voor de Konami-spellen Metal Gear Solid en Zone of Enders. Tevens heeft hij zijn eigen bedrijf genaamd GEM Impact (daaronder valt ook het muzieklabel GEM Factory) en schrijft hij muziek voor J-pop-artiesten.

## Biografie
Hibino studeerde Jazz aan de Berklee College of Music in de Verenigde Staten en leefde een tijdje in Kansas City om daar Jazz-muzikant te worden.
Hij verhuisde weer terug naar zijn thuisland en kwam te werken bij het bedrijf Konami, vooral omdat zij daar professionele audio-apparatuur in huis hadden die Hibino zelf niet kon betalen. Zijn eerste opdracht voor Konami was het spel Metal Gear Solid 2: Sons of Liberty en werkte hieraan samen met filmcomponist Harry Gregson-Williams.
Alhoewel vooral Harry Gregson-Williams als grote Hollywood-naam wordt genoemd als de componist voor Metal Gear Solid 2, is de meeste muziek in het spel geschreven door Hibino, en is ook de muziek van Gregson-Williams aangepast door Hibino zodat de muziek beter zou passen in de diverse filmpjes die het spel bevat.
Hibino keerde terug voor het spel Metal Gear Solid 3: Snake Eater (ook weer met Gregson-Williams) en zou eigenlijk niet meer terugkomen voor het laatste deel in de Metal Gear-reeks Metal Gear Solid 4: Guns of the Patriots, omdat hij na Metal Gear Solid 3 Konami verliet om zijn eigen bedrijf op te starten. Konami (of eigenlijk regisseur Hideo Kojima) had namelijk meer muziek nodig voor het spel dan men had verwacht nodig te hebben. Hibino creëerde dan ook met zijn team van componisten van zijn bedrijf ongeveer 90 minuten aan muziek binnen slechts drie weken.
Zijn laatste werken zijn de soundtracks voor de spellen Ninja Blade (Xbox 360) en Bayonetta (Xbox 360/PlayStation 3).